# Ann Reinking

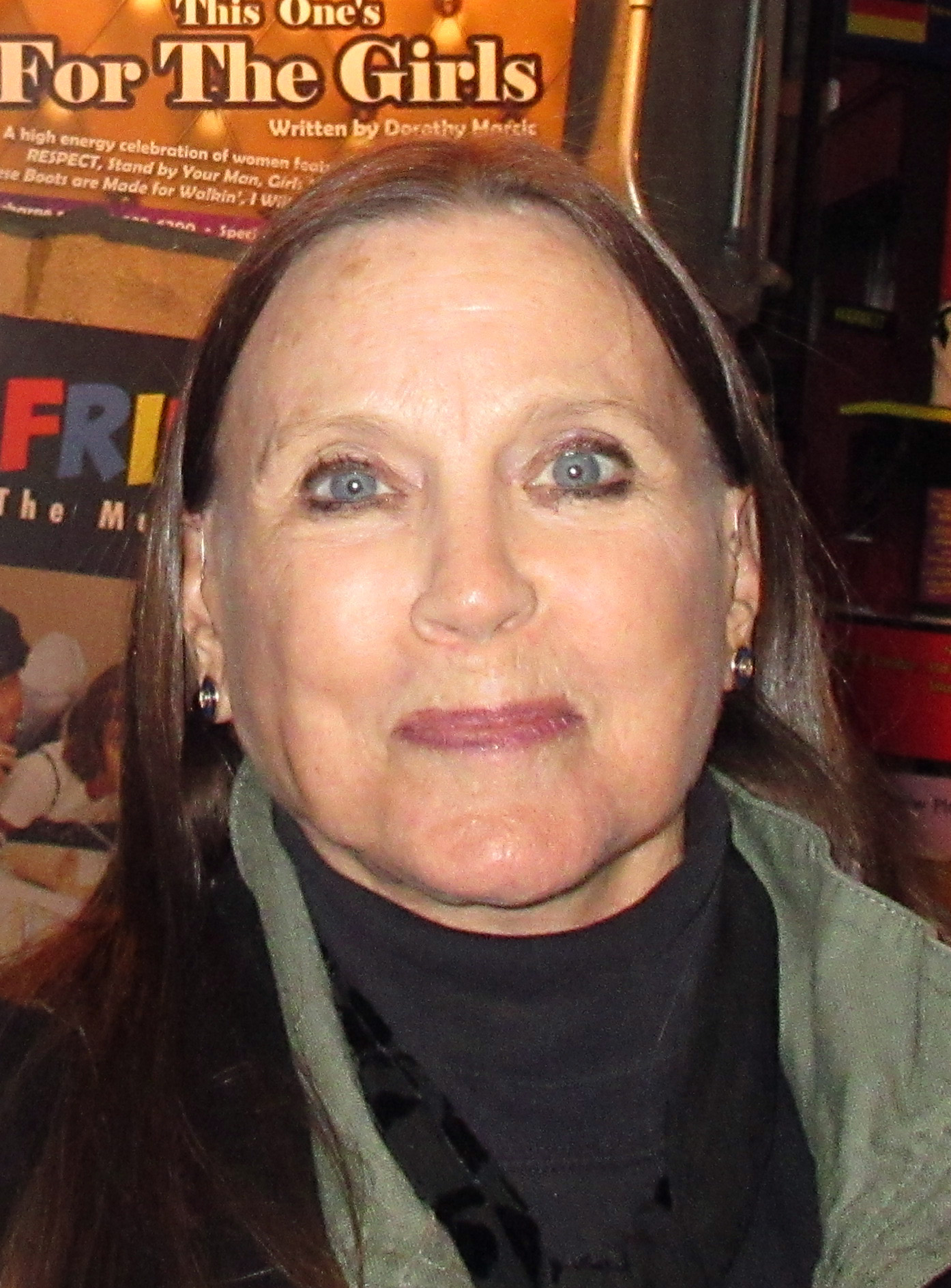
Ann Reinking (2018)

Ann H. Reinking (* 10. November 1949 in Seattle, Washington; † 12. Dezember 2020 in Woodinville, Washington) war eine US-amerikanische Schauspielerin, Tänzerin und Choreografin.

## Leben und Wirken
Ann Reinking kam 1949 als Tochter von Walter Floyd Reinking und Frances Holmes Reinking, geborene Harrison, in Seattle zur Welt. Sie war eines von sieben Kindern. In der sechsten Klasse weckte das Beispiel einer Klassenkameradin ihr Interesse am Tanzen und sie begann Ballettstunden zu nehmen. Mit einem Stipendium der Ford Foundation konnte sie als Teenager an drei aufeinanderfolgenden Sommern am San Francisco Ballet studieren. Außerdem bekam sie Unterricht bei Robert Joffrey, Mitbegründer des Joffrey Ballets in Chicago. Nach Abschluss der Highschool ging Reinking nach New York City, wo sie an der American Ballet Theatre School die klassische Ausbildung fortsetzte. Sie bezog über die YWCA eine Wohnung in Manhattan und wurde Mitglied der Ballettkompanie der Radio City Music Hall. Ihr Broadway-Debüt hatte sie 1969 als Lulu, ein Mädchen des Kit-Kat-Clubs in dem Musical Cabaret. Dann trat sie als Teil des Ensembles von Coco und Wild and Wonderful auf. 1972 bekam sie eine kleine Rolle in dem Musical Pippin, dessen Choreografie Bob Fosse leitete. Fosse wurde zu ihrem beruflichen Förderer und Geliebten. Sie blieben sechs Jahre lang liiert.

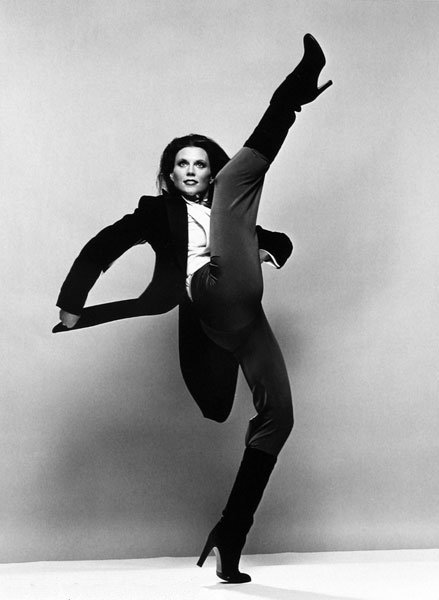
Ann Reinking, fotografiert von Jack Mitchell (1981)

Ihre erste große Rolle spielte Reinking 1974 in dem Musical Over Here!, wofür sie mehrfach ausgezeichnet wurde. Es folgten weitere erfolgreiche Auftritte, teilweise unter Regie von Fosse, wie bei den Musicals Chicago und Dancin. 1979 spielte sie in seinem autobiografischen Film Hinter dem Rampenlicht die Figur Kate Jagger, welche eine der Geliebten der Hauptfigur Joe Gideon ist, die wiederum für Fosse steht. Damit spiegelt sich ihre berufliche und persönliche Beziehung in diesem Film wider. 1982 trat sie in dem US-amerikanischen Filmmusical Annie auf.
Bei der Oscarverleihung 1985 trug Reinking den nominierten Song Against All Odds (Take a Look at Me Now) mit Vollplayback vor. Der eigentliche Interpret Phil Collins war – vermutlich wegen noch mangelnder Bekanntheit – nicht dazu eingeladen worden und verfolgte das Geschehen mit entsetzter Miene im Zuschauersaal. Diese Aufnahmen gelten als einer der heikelsten Momente in der Geschichte der Oscar-Preisverleihung. Phil Collins kündigte seinen Song noch Jahre später mit den Worten an: „I’m sorry Miss Ann Reinking couldn’t be here tonight; I guess I just have to sing my own song.“
1986 spielte Reinking die Titelrolle in Fosses Musical Sweet Charity. Danach begann sie sich zunehmend der Choreografie zuzuwenden. Für ihre choreografische Arbeit bei der Wiederaufführung von Chicago konnte sie 1996 erstmals einen Tony Award gewinnen. Zwei Jahre danach führte sie Regie bei dem Musical Fosse, das ihrem inzwischen verstorbenen Mentor gewidmet war.
Reinking arbeitete neben ihrer Broadwaykarriere auch als Tanzlehrerin. Sie lebte von 1990 bis 1994 in Tampa, Florida, und gründete dort das Broadway Theatre Project, bei dem begabte junge Schüler mit etablierten Künstlern zusammentreffen und eine Ausbildung im Tanzen, Schauspielen und Singen erhalten. Nach fünf Jahren wechselte das erfolgreiche Projekt von der örtlichen Highschool an den Campus der University of South Florida und erreichte Anmeldezahlen von rund 150 Teilnehmern. Später beendete Reinking, die mittlerweile zwischen New York und Tampa pendelte, die Mitarbeit an diesem Projekt, gab aber bis in die 2010er Jahre Meisterkurse in den USA.
Reinking war seit 1994 mit dem Sportjournalisten Peter Talbert verheiratet. Sie lebten mit Reinkings Sohn aus dritter Ehe in Phoenix. Reinkings vorherige Ehemänner waren Sänger Larry Small (1970), Investmentbanker Herbert A. Allen (1982–1989) und der Vater ihres Sohnes, James Stuart (1989–1991).
2008/2009 produzierte Reinking zwei Dokumentarfilme über Kinder mit Behinderungen. Two worlds, one planet behandelt das Thema Autismus und In My Hands zeigt, wie Reinking Teenagern Tanzunterricht gibt, die ebenso wie ihr Sohn am Marfan-Syndrom leiden.
Reinking starb mit 71 Jahren während eines Familienbesuchs im Bundesstaat Washington.

## Auszeichnungen
- 1974: Theatre World Award für Over Here!
- 1974: Clarence Derwent Awards für Over Here!
- 1975: Nominierung für Drama Desk Award, Kategorie Outstanding Actress in a Musical, für Goodtime Charley
- 1975: Nominierung für Tony Award, Kategorie Best Actress in a Musical, für Goodtime Charley
- 1978: Nominierung für Tony Award, Kategorie Best Featured Actress in a Musical, für Dancin’
- 1997: Drama Desk Award, Kategorie Outstanding Choreography, für Chicago
- 1997: Tony Award, Kategorie Beste Choreographie, für Chicago
- 1999: Nominierung für Drama Desk Award, Kategorie Outstanding Director of a Musical, für Fosse
- 1999: Nominierung für Tony Award, Kategorie Best Direction of a Musical, für Fosse

## Theaterauftritte (Auswahl)
- 1969: Lulu, Cabaret, Broadway Theatre, New York City
- 1969–1970: Coco, Mark Hellinger Theatre, New York City
- 1972: Pippin, Imperial Theatre, New York City
- 1974–1975: Maggie, Over Here!, Shubert Theatre, New York City
- 1975: Joan of Arc, Goodtime Charley, Palace Theatre, New York City
- 1976: Cassie, A Chorus Line, New York Shakespeare Festival, Shubert Theatre
- 1977: Roxie Hart, Chicago, 46th Street Theatre, New York City
- ab 1978: Dancin’, Broadhurst Theatre, New York City
- 1983: Parade of Stars Playing the Palace, Palace Theatre
- 1983: One More Song/One More Dance, Joyce Theatre, New York City
- 1984: Ann Reinking ... Music Loves Me, Joyce Theatre
- 1986–1987: Charity, Sweet Charity, Minskoff Theatre, New York City
- 1990: Night of 100 Stars III, Radio City Music Hall, New York City

## Choreografien (Auswahl)
- 1988: Pal Joey, Goodman Theatre, Chicago
- 1992–1993: Tommy Tune Tonite!, George Gershwin Theatre, New York City
- 1996–1997: Chicago, City Center Theatre, Ambassador Theatre und Shubert Theatre
- 1998–2001: The Visit, Colonial Theatre, Boston, Winter GardenTheatre, New York City
- 1999–2001: Fosse, Broadhurst Theatre
- 2003: The Look of Love: The Songs of Burt Bacharach and Hal David, Roundabout Theatre Company, Brooks Atkinson Theatre, New York City
- 2003: „No Strings“, Encores!, City Center Theatre

## Filmografie (Auswahl)

### Schauspielerin
- 1978: Movie Movie
- 1979: Hinter dem Rampenlicht (All That Jazz)
- 1982: Annie
- 1983: A Night on the Town
- 1984: Micki + Maude
- 1987: Die Bill Cosby Show (The Cosby Show, Fernsehserie, eine Folge)

### Choreografin
- 1995: Bye Bye Birdie
- 1997: The 53rd Presidential Inaugural Gala: An American Journey
- 2001: Great Performances: Dance in America (Fernsehserie, eine Folge)

### Produzentin
- 2008: Two worlds, one planet
- 2009: In My Hands: A Story of Marfan Syndrome